# Chasm Provincial Park
Der Chasm Provincial Park (chasm englisch für „Grabenbruch“) ist ein 3246 Hektar großer Provincial Park im südlichen Zentrum der kanadischen Provinz British Columbia. Der Park liegt auf dem Interior Plateau im Thompson-Nicola Regional District.

## Anlage
Der Park liegt östlich des British Columbia Highway 97, zwischen Clinton im Süden und 100 Mile House im Norden, auf dem Fraser-Plateau. Im Zentrum des Parks erstreckt sich von Norden nach Süden eine insgesamt 8 km lange, bis zu 600 m breite und maximal 300 m tiefe Schlucht. Dabei liegt nicht der ganze Canyon im Schutzbereich des Parks. Im Park schneidet sich am nördlichen Kopf der Schlucht, wo sich auch die beiden Aussichtspunkte befinden, mehr 100 m tief in die Umgebung ein. Nach Süden wird dieser Einschnitt mehr als 200 m tief und verbreitet sich. Im Einschnitt fließt der hier entspringende Chasm Creek, er durchfließt den Park in Nord-Süd-Richtung. Im Südosten durchfließt der Bonaparte River, ein rechter Nebenfluss des Thompson River, den Park. Südwestlich des Parks mündet dann der Chasm Creek in den Bonaparte River.
Bei dem Park handelt es sich um ein Schutzgebiet der IUCN-Kategorie II (Nationalpark). Gemäß der rechtlichen Grundlage für Parks in British Columbia, dem Protected Areas of British Columbia Act [SBC 2000] Chapter 17, handelt es sich um einen Class A Park.

## Geschichte
Der Park wurde im Jahr 1940 eingerichtet. Wie jedoch bei fast allen Provinzparks in British Columbia gilt auch für diesen, dass er lange bevor die Gegend von Einwanderern besiedelt oder sie Teil eines Parks wurde, sie Siedlungs- und/oder Jagd-/Fischereigebiet verschiedener Stämme der First Nations, war. Im Laufe der Zeit änderte sich mehrfach der Schutzstatus des Parks und seine Grenzen wurden verschoben.

## Flora und Fauna
Der Chasm Provincial Park dient unter anderem der Erhaltung von Ponderosa-Kiefern, welche hier an der nördlichen Grenze des Verbreitungsgebiets dieser Baumart wachsen. Außerdem leben, neben anderen Tieren, hier auch Dickhornschafe.

## Aktivitäten
Der Park verfügt über keine ausgeprägte touristische Infrastruktur. Es ist nur ein einfacher Picknickbereich vorhanden.